# Ghalym Orasbaqow
Ghalym Isbassaruly Orasbaqow (kasachisch Ғалым Ізбасарұлы Оразбақов, russisch Галым Избасарович Оразбаков Galym Isbassarowitsch Orasbakow; * 1. September 1964 in Alma-Ata, Kasachische SSR) ist ein kasachischer Diplomat und Politiker und seit Januar 2014 Leiter der kasachischen Agentur für Wettbewerbsschutz. Er ist verheiratet und hat drei Kinder.

## Biografie
Ghalym Orasbaqow wurde am 1. September 1964 in Almaty geboren. Im Jahr 1986 absolvierte er das kasachische polytechnische Institut mit der Fachrichtung Maschinenbau. Von 1986 bis 1993 arbeitete er in verschiedenen Positionen in der Wirtschaft. Bis 1994 wurde Orasbaqow Abteilungsleiter sowie stellvertretender Leiter des Amtes des staatlichen Komitees für Preisgestaltung und die Wettbewerbspolitik. Von Oktober 1995 bis Oktober 1996 war er stellvertretender Minister für Verkehr und Kommunikation der Republik Kasachstan. Anschließend war Orasbaqow Vorsitzender des Zollkomitees des kasachischen Finanzministeriums. 1997 und 1998 wurde er erneut zum  stellvertretenden Minister für Verkehr und Kommunikation ernannt. Bis 1999 leitete er als Geschäftsführer die kasachische nationale Erdölgesellschaft Kazakhoil (heute KazMunayGas). In den Jahren 2000 bis 2001 arbeitete er für das Büro des kasachischen Premierministers. Anschließend war er 2001 bis 2003 Vizeminister für Handel und Wirtschaft.
Orasbakow wechselte zunächst wieder in die Wirtschaft zurück und bekleidete den Posten des Präsidenten des nationalen Unternehmens Kazakhstan Engineering, bevor er nun 2007 Minister für Handel und Wirtschaft wurde.
Seit dem 16. April 2008 ist er Botschafter Kasachstans in Israel und seit dem 31. Oktober 2008 ebenfalls Botschafter in der Republik Zypern. Am 25. April 2012 wurde Orasbaqow durch Dekret des Präsidenten zum Botschafter der Republik Kasachstan in der Russischen Föderation ernannt.
Seit dem 22. Januar 2014 ist er Leiter der kasachischen Agentur für Wettbewerbsschutz.